# Ludwig Krancher
Traugott Ludwig Krancher (* 14. Februar 1824 in Radeburg; † 16. Mai 1914 in Frohburg) war ein deutscher Lehrer und Apidologe.

## Leben
Nach dem Besuch der Stadtschule von Radeburg erlernte Krancher vier Jahre das Schneiderhandwerk. Nach fünfjähriger Wanderschaft wandte er sich dem Lehrerberuf zu und besuchte das Königliche Lehrerseminar in Plauen, das er nach bestandenem Examen 1851 verließ. Zunächst kam er als Vikar, dann als ständiger Lehrer nach Oberreichenbach. 1857 wurde er Kantor und Anstaltsvater im Rettungshaus St. Marienhof bei Schneeberg und noch im gleichen Jahr wechselte er an die Volksschule nach Dittersbach.
Bekannt wurde Krancher als Begründer und Redakteur der Verbandszeitung der Deutschen Imker, die er 1865 unter dem Namen Der sächsische Bienenfreund, ab 1868 unter dem Namen Deutscher Bienenfreund herausgab.
In Zusammenarbeit mit seinem Sohn Oskar Krancher publizierte er ab 1888 das Periodikum Kalender für Deutsche Bienenfreunde und 1903 Kleines Lexikon zur Bienenzucht und Bienenkunde, das bis heute zu den apidologischen Standardwerken gehört. 
Der „Bienenvater“ genannte Krancher starb hochbetagt in Frohburg in seinem Wohnhaus Bahnhofstraße 375.